# Verongimorpha
Sous-classe
Verongimorpha est une sous-classe d'animaux de l'embranchement des éponges.

## Taxonomie
La sous-classe Verongimorpha est décrite par les biologistes] Erpenbeck, Sutcliffe, Cook, Dietzel, Maldonad, Rob van Soest, Hooper &  Wörheide en 2012,.
Synonyme
- Myxospongiae Haeckel, 1866[1]

### Publication originale
- (en) Dirk Erpenbeck, Patricia Sutcliffe, Steve de C. Cook, Andreas Dietzel, Manuel Maldonado Barahona, Rob van Soest, John Norman Ashby Hooper et Gert Wörheide, « Horny sponges and their affairs: On the phylogenetic relationships of keratose sponges », Molecular Phylogenetics and Evolution, vol. 63, no 3,‎ 2012, p. 809–816 (DOI 10.1016/j.ympev.2012.02.024).

## Liste des ordres
La sous-classe Verongimorpha comprend les ordres suivants :
- Chondrillida Redmond, Morrow, Thacker, Diaz, Boury-Esnault, Cardenas, Hajdu, Lobo-Hajdu, Picton, Pomponi, Kayal & Collins, 2013
- Chondrosiida Boury-Esnault & Lopes, 1985
- Verongiida Bergquist, 1978